# Schoenus lepidosperma
Schoenus lepidosperma là loài thực vật có hoa trong họ Cói. Loài này được (F.Muell.) K.L.Wilson miêu tả khoa học đầu tiên năm 1994.